# 小行星4961
小行星4961（英語：4961 Timherder）是一颗围绕太阳公转的小行星。1958年10月8日，洛厄尔天文台近地小行星搜寻计划在弗拉格斯塔夫发现了此天体。
这颗小行星的绝对星等为51.39583243786534等。